# Let the Good Times Rock
Let the Good Times Rock är en låt av den svenska hårdrocksgruppen Europe och huvudspår på den tredje singeln från skivan Out of This World. Låten är skriven av Joey Tempest. På singelns B-sida ligger låtarna Never Say Die, Carrie och Seven Doors Hotel. Never Say Die ses som singels första B-sida. Never Say Die var tänkt att användas som ledmotiv i filmen Tom i bollen 2 där Chevy Chase hade huvudrollen.
Singeln släpptes internationellt i mars månad 1989 och promotades hårt under Europaturnén 1989. Försäljningsmässigt är singeln den mest framgångsrika från Out of This World-eran.
Till singeln spelades även en livevideo in i Japan, inför fullsatt pubilk på den klassiska arenan Nippon Budokan i Tokyo i december 1988. Nick Morris regisserade videon.

## Listplaceringar
| Lista (1988-1989) | Topplacering |
| ----------------- | ------------ |
| Italien           | 20           |
| England           | 85           |

## Musiker
- Joey Tempest - sång
- Kee Marcello - gitarr
- John Levén - bas
- Mic Michaeli - klaviatur
- Ian Haugland - trummor

### Fotnoter
1. 1 2  ”Arkiverade kopian”. Arkiverad från originalet den 2 november 2013. https://web.archive.org/web/20131102052212/http://roger_fed.webs.com/singlesandeps.htm. Läst 21 januari 2013.